# Дварапали

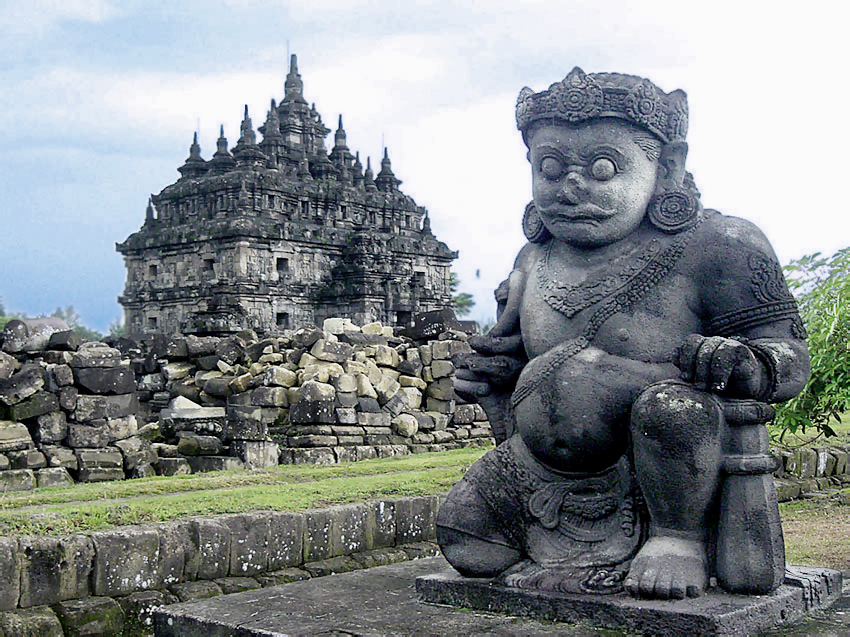
Один з пари дварапал, Ява, Індонезія.

Дварапали — в країнах Азії, які зазнали вплив буддизму, статуї охоронців дверей і воріт, часто парні або озброєні. Представляють із себе статуї воїнів, демонів, страхітливих велетнів і тому подібних істот. Частіше чоловічого роду, але іноді можуть бути і жіночого. В Японії вони відомі як конгорікісі або ніо, в Китаї — як хенхаерцзян. Функції дварапал — відганяти зло від храмових комплексів і лякати відвідувачів.

## Історія
Зображення дварапал змінювалися в міру розвитку буддійської архітектури. Ранніх дварапал робили великого розміру і масивними, але до XV—XVI століття вони стають меншими за розміром, при цьому більш мускулистими і пишними. Матеріалом могли бути камінь, бронза, дерево. Іноді дварапали зображені сидячими верхом на тваринах, у тому числі міфічних.

## Галерея

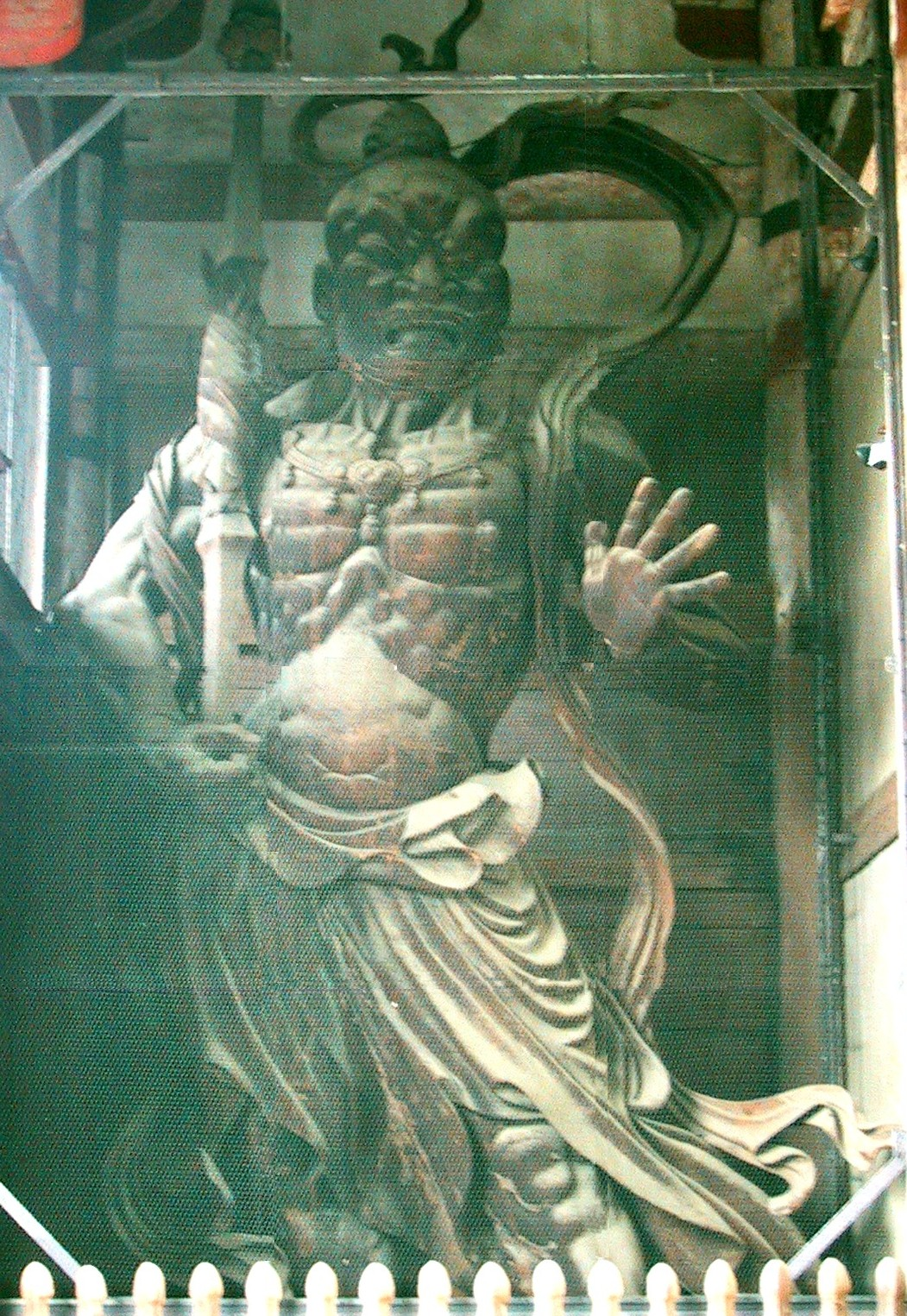
Знаменитий японський дерев'яний ніо, зроблений в 1203 році скульпторами школи Кей